# Eight Verses for Training the Mind
A Eight Verses for Training the Mind (magyarul: Nyolc versszak a tudat edzéséhez) című könyv a 14. dalai láma, Tendzin Gyaco 1998. november 8-án az Egyesült Államok fővárosában, Washingtonban tartott előadásából összeállított könyv, amelyben a száműzetésben élő tibeti tanító szövegmagyarázatot ad Langri Tangpa (1054-1123) lojong tanításaihoz.
A Washington-i székhelyű Tibeti Művészet és Kultúra Megőrzéséért szervezet meghívására a dalai láma egynapos előadást tartott a „Nyolc versszak a tudat edzéséhez” című középkori buddhista versről, egy több mint ötezer fős hallgatóság számára. A dalai lámának gyermek korában tanították ezt a költeményt, amelyet azóta rendszeresen recitál a személyes, mindennapi gyakorlatai részeként. A tibeti buddhizmus magas rangú lámája szerint ez a vers egyedi módon magába foglalja Buddha tanításainak teljes egészét. Az előadás részét képezte a bódhicsitta felébresztése a lojong tanítás megerősítéséért, illetve azon motiváció megszilárdításáért, hogy a gyakorló a megvilágosodást a többi érző lény javára kívánja elérni.